# Lee Muthoga
Lee Muthoga (1945) is een Keniaans jurist. Als advocaat nam hij de verdediging op zich van met name mensenrechtenactivisten. Verder nam hij deel aan een groot aantal internationale congressen en andere bijeenkomsten, had hij zitting in tal van juridische besturen in binnen- en buitenland, en is hij de oprichter van het Public Law Institute en van de Keniaanse afdeling van Transparency International. Sinds 2003 is hij rechter van het Rwanda-tribunaal in Tanzania.

## Levensloop
Muthoga studeerde rechten aan de Universiteit van Oost-Afrika. Nadat hij hier slaagde als Bachelor of Laws was hij in 1971 oprichtend partner van Muthoga, Gaturu & Company Advocates. Als advocaat nam hij de verdediging op zich van zaken die aan het gerechtshof dienden, in het bijzonder van mensenrechtenactivisten. In 1985 werd hij president van een gerechtshof voor omzetbelasting (Sales Tax Tribunal) en van 1990 tot 1996 voor een beroepshof op dit gebied (V.A.T. Appeals Tribunal).
Muthoga was actief met een groot aantal werkzaamheden, waaronder als voorzitter van de Keniaanse afdeling van de Internationale Commissie van Juristen, van het Keniaanse Juridische Genootschap en van het Afrikaanse netwerk voor de preventie van en bescherming tegen kindermishandeling en -verwaarlozing, en was hij moderator tijdens juridische examens. Op internationaal gebied was hij voorzitter van de African Bar Association en lid van de adviesraad van het Lawyers Committee for International Human Rights. Hij was verder directeur van  Liberty International en het International Centre of Ethnic Studies. Hij richtte verder het Public Law Institute op en de Keniaanse afdeling van Transparency International. Daarbij bracht verschenen tientallen papers uit op  het gebied van strafrecht en mensenrechten.
Verder nam hij deel aan een groot aantal internationale conferenties op het gebied van arbitrage, handelsrecht, anti-corruptiewetgeving en volkenrecht, en in veel gevallen op het gebied van kinderrechten waarbij hij zijn pijlen richtte op onder meer mishandeling, verwaarlozing en gedwongen prostitutie. Zo was hij bijvoorbeeld in 1990 voorzitter van de ANPPCAN-commissie voor de ratificatie van het African Charter on the Rights and Welfare of the Child en voorzitter van de stuurcommissie van het National Street
Children Network.
In 2003 werd Muthoga benoemd tot rechter ad litem van de tweede strafkamer van het Rwanda-tribunaal in de Tanzaniaanse stad Arusha. Hier werd zijn termijn verschillende malen verlengd en nam hij onder meer het voorzitterschap op zich van het Case Management Committee. Daarnaast werd hij in 2012 beëdigd tot rechter van het Internationale Residumechanisme voor Straftribunalen, om op oproepbasis lopende zaken af te handelen van het Rwanda-tribunaal en het Joegoslavië-tribunaal.